# Fönlak

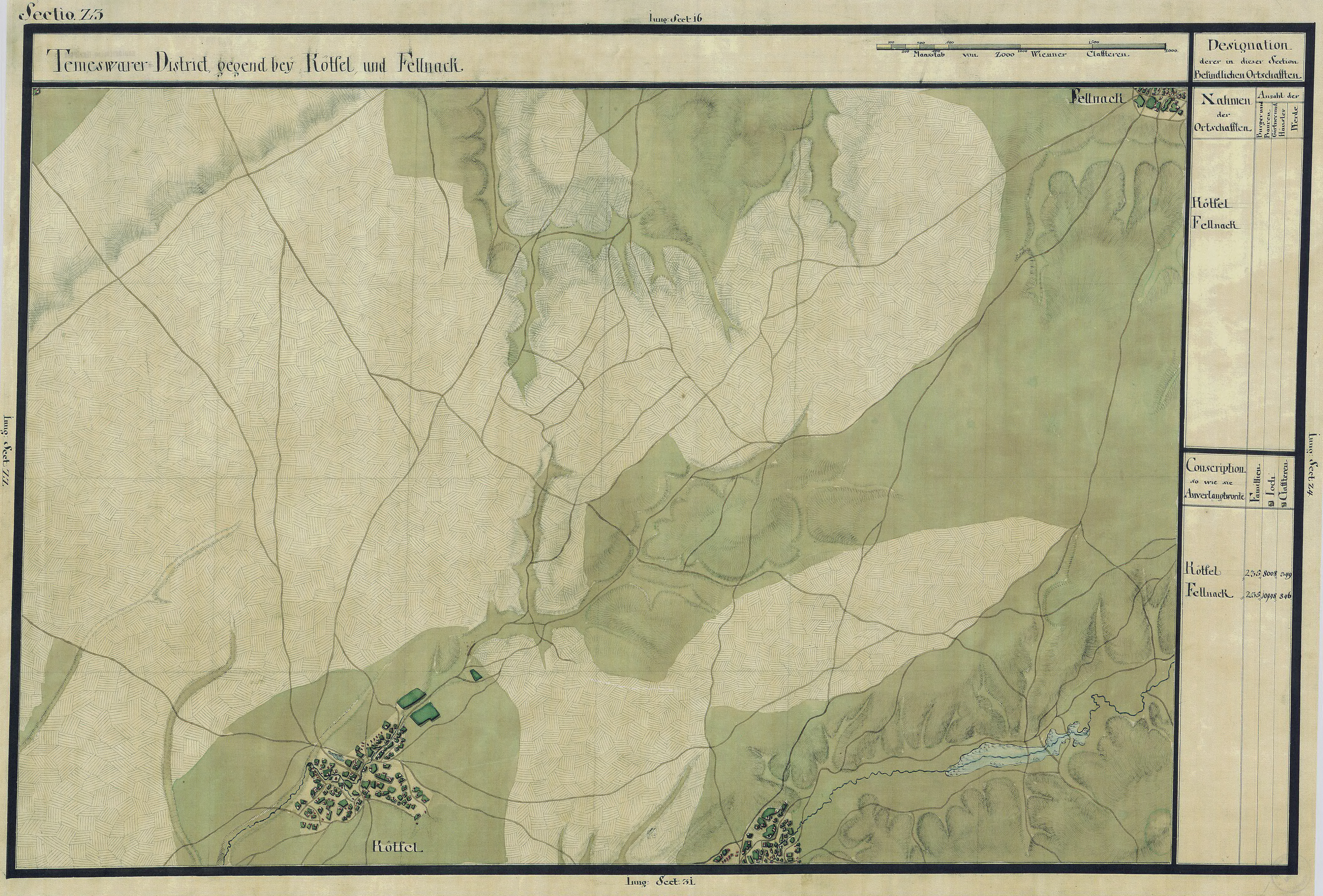
Fönlak egy régi térképen

Fönlak (románul Felnac) falu Romániában, Arad megyében.

## Fekvése
Aradtól délnyugatra, a Maros mellett fekvő település.

## Története
A Maros árterületén avar lovassírt tártak fel. Az itt talált 44 darabos bronz préselőminta-készlet a Kárpát-medence legnagyobb ilyen típusú lelete.
Fönlak nevét 1308-ban Fellok néven említette először oklevél. 1330-ban Fullak, 1333-ban Fellak, Fullak néven írták.
A település a Dorozsma nemzetség ősi birtokaihoz tartozott. Az e nemzetségből származó Botos János és Garai István 1330-ban megosztoztak itteni birtokaikon, de Fellakot nem osztották fel, hanem odaadták rokonuknak, Szentmihályi Miklós fiának, Mihálynak. Mikor azonban e család kihalt, újra visszaszállott a Harapkói Botos-családra.
1333-ban a pápai tizedjegyzék szerint már egyházas hely volt, melynek papja ekkor 1 fertó 16 báni pápai tizedet fizetett.
1428-ban Botos András, utána pedig fiának Györgynek a birtoka, aki két húgára, Annára, Szekcsői Herczeg Pálnéra és Margitra, György bazini grófnéra hagyta, akik 1455-ben V. László királytól adományt is nyertek rá, később Mátyás király uralkodása alatt Kiss Balázs szerezte meg. A falu ez idő körül elpusztult, és Kiss Balázs örökös nélküli halála után pusztaként a koronára szállt. 1478-ban Mátyás király a pusztát Nagylaki Jaksics Istvánnak és Demeternek adományozta, ők népesítették újra a lakatlanná vált pusztát, és Jaksics István kérelmére a király a falut Csanád vármegyéhez csatolta, 1491-ben pedig II. Ulászló király az idetelepülő jobbágyokat minden adó alól felmentette.
Jaksics István a faluba szerbeket telepített, majd a 15. század végén vagy a 16. század elején megerősített várkastélyt is építtetett itt. Később a birtokot fia Márk örökölte, kinek csak leánygyermekei voltak; azonban, hogy részükre az örökösödést biztosítsa, már 1530 őszén Fellak várát, összes tartozékaival együtt, elzálogosította nejének, Polixéniának és hat leányának, és ehhez unokaöccseinek a beleegyezését is kieszközölte. 1533-ban I. János király a fellaki jobbágyokat minden országos adó alól felmentette, 1534-ben pedig vásárszabadalmat is adott a településnek, majd Izabella királyné 1547-ben megerősítette a Fellak lakosainak adómentességére vonatkozó kiváltságát.
1551. szeptemberének végén az őrség Mehemet beglerbég közeledésének hírére a vár tornyára kitűzte a félholdas török zászlót. A beglerbég mintegy 60 emberből álló őrséget helyezett el a várban. Temesvár parancsnoka, Losonczi István 1551. október 29-én ötszáz lovassal váratlanul meglepte a török őrséget, közülük 26-ot levágott, 34-et pedig elfogott. 1552, Temesvár eleste után Fellak vára ismét a törökök kezébe került és ez időtől kezdve külön nahié (járás) székhelye lett. 1557-1558-ban a temesvári defterdár 31 lakost írt össze itt, de a lakosok ekkor már mind szerbek voltak. 1582-ben pedig már csak 15 lakosa volt. 1596-ban Báthory Zsigmond fejedelem hadaival Temesvár felé való közeledtének hírére a török őrség kivonult Fellakból, a várat az erdélyi hadak szállták meg. Báthory ezután 1597-ben Fellak várát Lápispataki Segnyei Miklósnak adományozta. 1598-ban újból török kézbe jutott és a törököké is maradt 1695-ig.
A török hódoltság után a csanádi püspöké lett, 1717-ben pedig a Temesvári Bánsághoz csatolták. Ekkor 42 házból állt itt, lakosai szerbek voltak. 1779-ben Temes vármegyéhez csatolták. 1848-ig kamarai birtok volt.
A községhez tartozó Kispusztát a gróf Woracziczky család vette meg, Nagypusztán pedig Majlátfalvát telepítették.
A 20. század elején Temes vármegye Újaradi járásához tartozott.
Fönlak környékén több mára már elpusztult település is feküdt:

### Serfesd
Fönlaktól délre, a Monostor helység felé vezető útvonal mellett feküdt egykor Serfesd falu is, melynek legrégibb birtokosa a Dorozsma nemzetségbeli Garai család volt. Az ugyancsak a Dorozsma nemzetségből származó Harapkói Botos János 1330-ban Garai István fiaitól, Páltól és Andrástól követelte és meg is kapta a helység egy részét. A Botos család ezután egészen 15. század közepéig birtokosa is maradt Fönlaknak.
1455-ben pedig Botos György halála után V. László király a falut a két Botos lánynak adományozta, de Mátyás király ezt az adománylevelet nem vette figyelembe, és uralkodása elején odaadta Kiss Balázsnak, kinek utódok nélküli halála után, 1478 januárjában a király mint pusztát Jaksics Istvánnak és Demeternek adta. Ettől kezdve Fenlak sorsában osztozott.
A község később előfordult még a Wesselényi Ferenc nádortól 1663. július 20-án a Dóczi örökösök részére kiállított oltalomlevélben is, de akkor már azt sem tudták, hogy hol feküdt, mert az oltalomlevél Békés vármegyébe helyezi.

### Szőllős
A mai Fönlak és Vinga között, Vingától éjszaknyugatra feküdt egykor Szőllős is, mely az 1332-37. évi pápai tizedjegyzékben az aradi esperességi kerület plebániái között fordult elő. Akkoriban két ilyen nevű község volt: Nagyszőllős és Aranyos-Szőllős. E két helység 1465-1495-ben a Muthnokiaké volt. 1495-ben Dócziné vette meg 1497-ben fiának Ferencnek adta, aki még 1520-ban is bírtokosa volt.
Az 1561. évi összeírásban azonban már csak Aranyos-Szőllős szerepelt, amely ekkor Dóczi Gáboré volt. A gróf Mercy 1723-1725-ös térképén pedig már ismét két Szőllős látható egymás mellett.

## Lakossága
1910-ben 3095 lakosa volt, melyből 1974 román, 870 szerb, 95 szlovák, 74 magyar, 57 német anyanyelvű volt. Ebből 2948 görögkeleti ortodox, 117 római katolikus  volt.
2002-ben 2620 lakosából 2075 román, 259 cigány, 221 szerb, 31 magyar, 14 német, 11 ukrán, 7 egyéb nemzetiségű volt.